# کوین بوید
کوین بوید (به انگلیسی: Kevin Boyd) (زادهٔ ۲۳ ژوئن ۱۹۶۶) شناگر اهل بریتانیا است.